# کیسوکه کینوشیتا
کیسوکه کینوشیتا (به ژاپنی: 木下 惠介 Kinoshita Keisuke) کارگردان فیلم ژاپنی بود. از فیلم‌هایش می‌توان ارتش (۱۹۴۴)، بیست و چهار چشم (۱۹۵۴)، دوران لذت و اندوه (۱۹۵۷)، تصنیف نارایاما (۱۹۵۸) و  عشق جاویدان (۱۹۶۱) را نام برد.